# Giuseppe Minardi
Giuseppe Minardi (* 18. März 1928 in Solarolo; † 20. Januar 2019 in Faenza) war ein italienischer Radrennfahrer.

## Sportliche Laufbahn
Minardi war im Straßenradsport aktiv. Von 1949 bis 1958 war er Unabhängiger und Berufsfahrer. Sein bedeutendster Erfolg war der Sieg in der Lombardei-Rundfahrt 1952 vor Nino Defilippis. Das Paarzeitfahren Trofeo Baracchi gewann er 1951 mit Fiorenzo Magni als Partner. Im Eintagesrennen Tre Valli Varesine war er 1952 erfolgreich. Den Giro della Provincia di Reggio Calabria gewann er 1954 und 1956, die Trofeo Matteotti 1949 und 1955. Weitere Siege holte er bei Mailand–Rapallo und im Giro di Romagna (im Amateurrennen) 1949, im Giro di Campania 1952, im Giro di Romagna 1954 und im Giro del Piemonte 1955. Bei Mailand–Sanremo wurde er 1952 und 1953 jeweils hinter Loretto Petrucci Zweiter. In der Lombardei-Rundfahrt 1951 kam er hinter Louison Bobet auf den zweiten Rang. In der Trofeo Baracchi wurde er 1952 Zweiter, ebenso im Giro dell’Emilia. Im Giro d’Italia gewann er 1951, 1952, 1953, 1954, 1955 und 1956 jeweils Etappen.

## Grand-Tour-Platzierungen
| Grand Tour            | 1950 | 1951 | 1952 | 1953 | 1954 | 1955 | 1956 |
| --------------------- | ---- | ---- | ---- | ---- | ---- | ---- | ---- |
| Vuelta a EspañaVuelta | –    | –    | –    | –    | –    | –    | –    |
| Giro d’ItaliaGiro     | 55   | 46   | 18   | DNF  | DNF  | 24   | DNF  |
| Tour de FranceTour    |      | –    | –    | DNF  | –    | –    | –    |

Bei den Straßenradsport-Weltmeisterschaften kam er in den Profirennen 1951 auf den 8. und 1952 auf den 10. Platz.